# Giro di Lombardia 1954
Il Giro di Lombardia 1954, quarantottesima edizione della corsa, fu disputata il 31 ottobre 1954, su un percorso totale di 222 km. Fu vinta dall'italiano Fausto Coppi, giunto al traguardo con il tempo di 5h51'33" alla media di 37,889 km/h, precedendo Fiorenzo Magni e Mino de Rossi.
Presero il via da Milano 127 ciclisti e 83 di essi portarono a termine la gara.

## Ordine d'arrivo (Top 10)
| Pos. | Corridore         | Squadra         | Tempo    |
| ---- | ----------------- | --------------- | -------- |
| 1    | Fausto Coppi      | Bianchi-Pirelli | 5h51'33" |
| 2    | Fiorenzo Magni    | Nivea-Fuchs     | s.t.     |
| 3    | Mino de Rossi     | Bianchi-Pirelli | s.t.     |
| 4    | Bruno Landi       | Fiorelli        | s.t.     |
| 5    | Agostino Coletto  | Nivea-Fuchs     | s.t.     |
| 6    | Giorgio Albani    | Legnano         | s.t.     |
| 7    | Aldo Moser        | Torpado         | s.t.     |
| 8    | Walter Serena     | Bottecchia      | s.t.     |
| 9    | Primo Volpi       | Arbos           | s.t.     |
| 10   | Valerio Chiarlone | Welter          | s.t.     |